# Selfieman
Selfieman (читается «Сэлфимэн») — российская группа, образованная в городе Москве музыкантом Николаем Стравинским.

## История
С 2013 года Николай Стравинский начал работать над своей новой группой, под названием Selfieman. Название получилось из слияния двух слов «селфи» и «мания». Тексты песен на английском языке. Все вокальные и инструментальные партии исполнил сам Николай, а все тексты написал его друг Дмитрий Лабзин. С февраля по апрель 2014 года, на студиях в Дюссельдорфе и Москве велась запись первого альбома. 11 сентября на сайте YouTube выходит трейлер первого клипа, а 15 сентября 2014 года на телеканале MTV состоялась премьера клипа на песню True, в этот же день сингл True вышел на цифровых платформах iTunes, Google Play и Amazon. Съёмки клипа проходили в апреле, в Исландии, и заняли три дня. Режиссёром клипа выступил Drazen Kuljanin, шведский режиссёр, специализирующийся на съёмках клипов и короткометражек, а оператором выступила Анна Патаракина, ранее работавшая с группой Clean Bandit, именно она и выбрала будущего режиссёра. В клипе снялась шведская модель Hulda Vigdísardóttir. 10 октября 2014 года в интернет была выложена вторая песня с альбома, под названием «The Stars Collide». В концертный состав группы входят барабанщик Сергей Кивин и гитарист Евгений Ряховский из группы Animal ДжаZ, а также гитарист группы Sakura Алексей Ловягин.

### Transparent Things

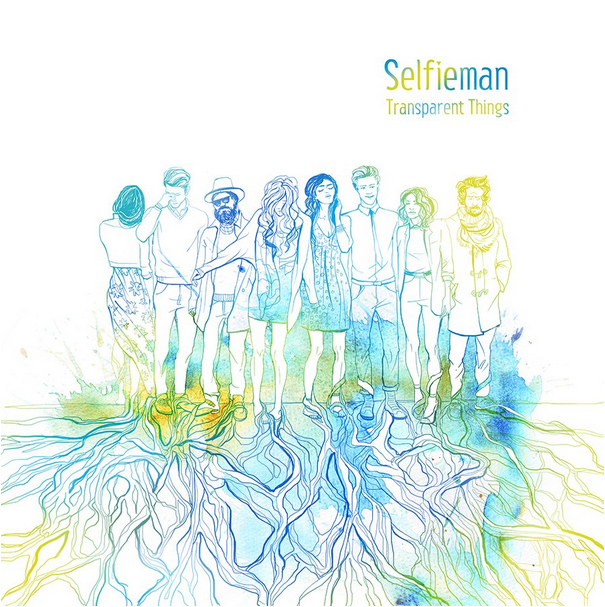
Обложка музыкального альбома «Transparent Things»

Первый альбом появился на сайте SVOY.RU 27 октября 2014 года и получил название «Transparent Things». Альбом содержит 8 песен на английском языке. Оформлением обложки альбома занималась питерский дизайнер Софья Мироедова. Идею рисунка придумали Николай с Дмитрием.
...в текстах песен как раз идет речь о тех самых прозрачных вещах, на которые мы, возможно, не обращаем внимания, но которые, безусловно, присутствуют в нашей жизни. То же самое касается и обложки. Люди, какие бы они ни были, счастливые, несчастные — они, в большинстве случаев, прикованы корнями к тому, чем занимаются. Возможно, они бы и хотели что-то поменять в своей жизни, но не могут на это решиться. Это те самые, прозрачные вещи, которые мы не хотим замечать, но они являются неотъемлемой частью нашей жизни.Николай Стравинский

### Relative Time
19 февраля 2016, новый альбом Selfieman «Relative Time» доступен на всех цифровых площадках!
«For All The Broken Hearts» — первый сингл с нового альбома Selfieman.